# Museu Boncompagni Ludovisi de Artes Decorativas
O Museo Boncompagni Ludovisi é o museo de Artes Decorativas da Galeria Nacional de Arte Moderna e Contemporânea de Roma. Está localizado no Villino Boncompagni Ludovisi, na Via Boncompagni 18.

## História
Inaugurado em 1995 para promover as Artes decorativas e a Moda Italiana, o museu está situado no Villino Boncompagni Ludovisi, uma villa art nouveau construída nos primeiros anos do século XX. O "Villino Boncompagni" foi doado em 1972 pela princesa Blanceflor de Bildt Boncompagni à República Italiana para promover a arte e à cultura. Após da restauração do prédio, o villino foi doado pelo Ministério da Cultura Italiana (MiBACT) à Galeria Nacional de Arte Moderna e Contemporânea de Roma.

## Organização
O museu recolhe pinturas,  esculturas, cerâmicas e uma parte dos móveis originais do "Villino Boncompagni", assim como obras da Galeria Nacional de Arte Moderna e Contemporânea. Abriga mais de oito centenas de peças de alta costura e de acessórios de moda que ilustran a história da Moda Italiana.
O Museu também promove exposições temporárias de arte contemporânea e de História da moda.

## Exposições
- Tristano di Robilant. (2007)
- La danza fotografica da Luciano Usai. (2008)
- Pino Procopio, Ulisse, Scene da un viaggio. (2008)
- Arnaldo Ginna Futurista. (2009)
- Lo zoo di Pinocchio. Galleria di ritratti dei personaggi-animali. Disegni di Filippo Sassoli. (2009)
- Rolando Monti - Dal tonalismo all'astrazione lirica. (2010)
- Fernanda Gattinoni. Moda e stelle ai tempi della Hollywood sul Tevere. (2011)
- Falsi ma Belli. (2011)
- Palma Bucarelli. La Palma della bellezza. (2012)
- Zecchin - Cambellotti e Le Mille e una notte. (2013)
- Joseph Pace, L'Eva Futura. (2014)
- Lydia Predominato, Una via d'uscita per un cuore costretto. (2014)
- Libri d'Artista, L'Arte da Leggere. (2021)
- Direzione dei Musei statali di Roma. Libri d'Artista, L'Arte da Leggere. (2021)

- Il Gioiello nella Moda e nell'Arte e Libro d'artista di Joseph Pace, Flowers#2. (2022)